# 정철희
정철희(鄭哲熙, 1948년 12월 11일 ~ )는 대한민국의 제5·6·7대 전라남도 함평군의원이다.

## 학력
- 함평국민학교 졸업
- 중학교 검정고시
- 고등학교 검정고시
- 2003 ~ 2007 조선대학교 법학과 학사 졸업

## 경력
- 1979.07 함평군청
- 2005.08 ~ 2005.12 함평군청 재난안전관리과
- 민주당 함평지역위원회 부위원장
- 함평군체육회 부회장
- 함평군 축구협회장
- 함평군 탁구협회장
- 함평초등학교 총동문회장
- 기산초등학교 총동문회장
- 5개 시군 축구연합회장
- 함평고등학교 운영위원장
- 함평군 지우회 회장
- 함평읍 초등학교 통합 총동문회장
- 함평초등학교 후원회장
- 2010.07 ~ 2014.06 제6대 전라남도 함평군의회 의원
- 2010.07 ~ 2012.07 제6대 전라남도 함평군의회 전반기 일반행정위원회 위원장
- 2012.07 ~ 2014.06 제6대 전라남도 함평군의회 후반기 일반행정위원회 위원장
- 2014.07 ~ 2018.06 제7대 전라남도 함평군의회 의원
- 2016.07 ~ 2018.06 제7대 전라남도 함평군의회 후반기 일반행정위원회 위원
- 2016.07 ~ 2018.06 제7대 전라남도 함평군의회 후반기 예산결산특별위원회 위원
- 2016.07 ~ 2018.06 제7대 전라남도 함평군의회 후반기 의회운영위원회 위원
- 2016.07 ~ 2018.06 제7대 전라남도 함평군의회 후반기 경제건설위원회 위원장
- 2018.07 ~ 2020.03 제8대 전라남도 함평군의회 의원
- 2018.07 ~ 2020.03 제8대 전라남도 함평군의회 전반기 의장
- 2020.01.16 더불어민주당 탈당

## 수상
- 2003 전남지방경찰청장 표창
- 2004 국무총리 표창
- 2005 대통령 표창

## 역대 선거 결과
|  | 26.53% |

|  | 36.29% |

|  | 33.27% |

|  | 34.62% |